# 白云黄鹤BBS
武汉白云黄鹤BBS全称“中国教育科研计算机网华中地区网络中心BBS武汉白云黄鹤站”，是中国教育和科研计算机网）CERNET）中较早建立的BBS站点之一。主机位于中国教育科研网华中地区网络中心（同时也是华中科技大学网络中心）。

## 简介
白云黄鹤BBS创建于1996年3月12日，1996年12月20日定站名为白云黄鹤并沿用至今。白云黄鹤语出唐代诗人崔颢的诗作《黄鹤楼》：
昔人已乘黄鹤去，此地空余黄鹤楼。黄鹤一去不复返，白云千载空悠悠。
白云黄鹤站初期也是CERNET的发展初期，由于信息传播方式的限制以及计算机和计算机网络的普及率不高，使其主要用户限于研究生，教师和外部用户。而2001年开始的华中科技大学校园网第三期工程推进了网络在本科学生中的普及，BBS的用户大规模增加。
由于白云黄鹤站对校内外舆论的重要影响逐渐为校方所发现，加之当时提倡的占领网络思想阵地的潮流影响，以及历次用户涉嫌发表政治性文章被安全机关约谈事件为校方所烦恼，华中科技大学校方开始介入BBS管理。2000年底，学校任命了版面总管理员，将BBS的指导机构由校网络中心转为学校党委，关闭部分政治敏感的版面。2001年8月，BBS临时关站，校方进行网络清理整顿。同年年底，正式实行用户注册实名制。
2006年，被教育部评为十佳校园BBS。
2007年6月，媒体报道华中科技大学旗下民办独立学院——文华学院的1,300名毕业生中，有超过700人能够拿到主校华中科技大学的文凭，引发学生不满。白云黄鹤BBS出现了多篇声讨校方的贴文，校方被迫封闭百余个BBS帐号，有关该话题的讨论亦被删除。2011年，另一独立学院武昌分校亦被爆出当年毕业生中1,881名可获华中科技大学的文凭，再次引发学生不满，BBS中亦出现大量讨论。
2019年7月，白云黄鹤更改域名为byhh.hust.edu.cn。此后，该论坛停止了校外用户访问权限。